# Svarttjärnen (Frostvikens socken, Jämtland, 720065-144344)
Svarttjärnen är en sjö i Strömsunds kommun i Jämtland och ingår i Ångermanälvens huvudavrinningsområde. Sjön har en area på 0,129 kvadratkilometer och ligger 681,9 meter över havet.

## Delavrinningsområde
Svarttjärnen ingår i det delavrinningsområde (720099-144425) som SMHI kallar för Utloppet av Svarttjärnen. Medelhöjden är 742 meter över havet och ytan är 1,12 kvadratkilometer. Det finns inga avrinningsområden uppströms utan avrinningsområdet är högsta punkten. Vattendraget som avvattnar avrinningsområdet har biflödesordning 3, vilket innebär att vattnet flödar genom totalt 3 vattendrag innan det når havet efter 319 kilometer. Avrinningsområdet består mestadels av skog (67 procent) och kalfjäll (22 procent). Avrinningsområdet har 0,12 kvadratkilometer vattenytor vilket ger det en sjöprocent på 10,9 procent.